# Melk-en-bloedporselein

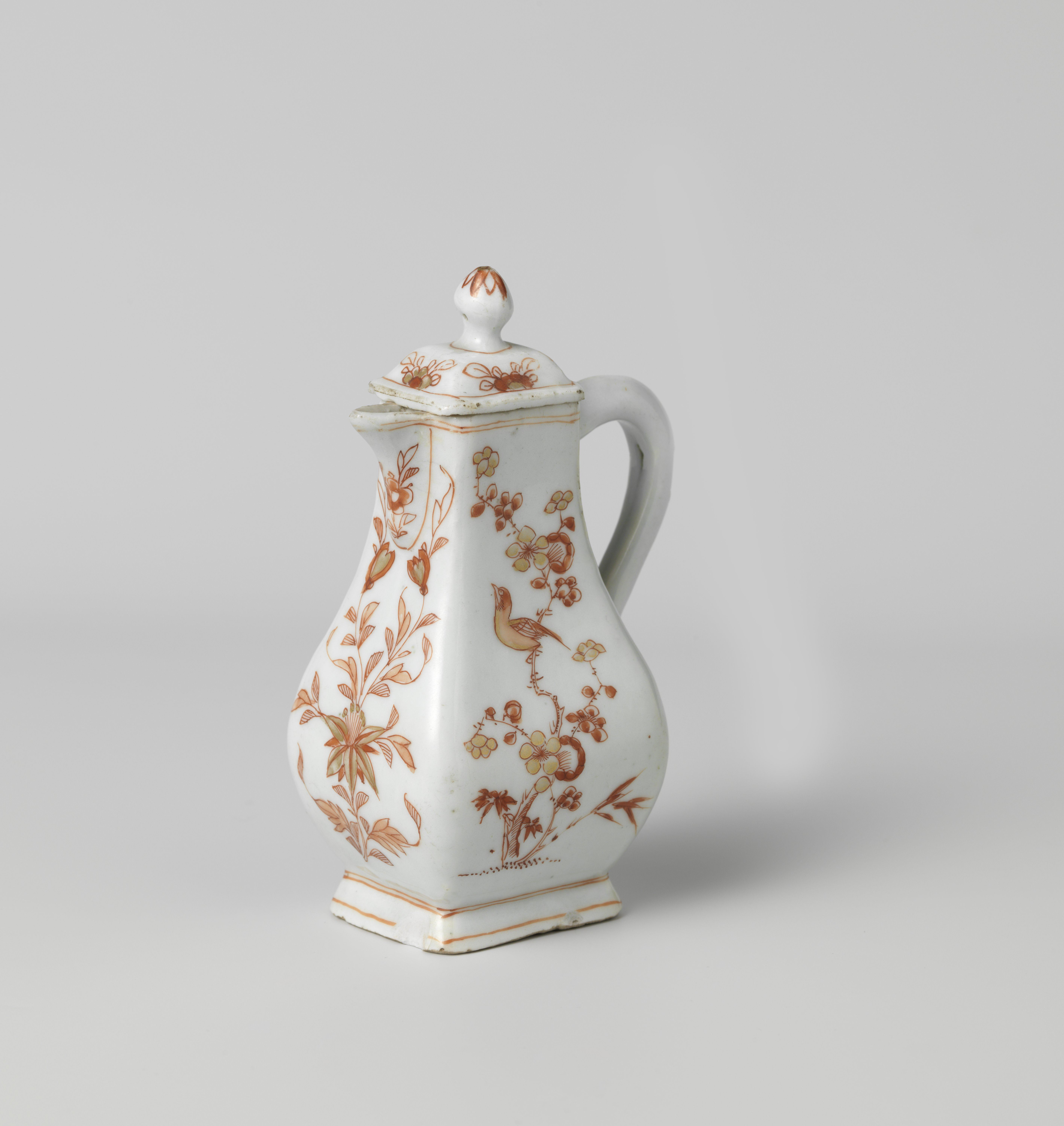
Melkkan met bloemtakken, vlinders en vogels

Melk-en-bloedporselein is een soort porselein dat is geproduceerd tijdens de regering van keizer Kangxi (1662 – 1722) en tijdens dat van zijn opvolger, onder keizer Yongzheng (1678-1735). Het was speciaal bestemd voor de Europese markt en kwam uit de Chinese stad Jingdezhen. De naam van het porselein werd waarschijnlijk geïntroduceerd door de 19e-eeuwse antiekhandel vanwege de kleuren, een rode decoratie op een witte achtergrond. De decoraties zijn kwetsbaar en daarom wordt dit type porselein vaak alleen als sierstuk gebruikt. Het porselein was vooral geliefd in Groningen en Friesland.

## Decoraties
De omlijning van de decoratie is rood, waarvoor ijzerhoudend pigment wordt gebruikt. De invulling is zalmkleurig. Het type decoratie is mogelijk ontleend aan het oudere Imari-porselein, dat uit Japan afkomstig was.

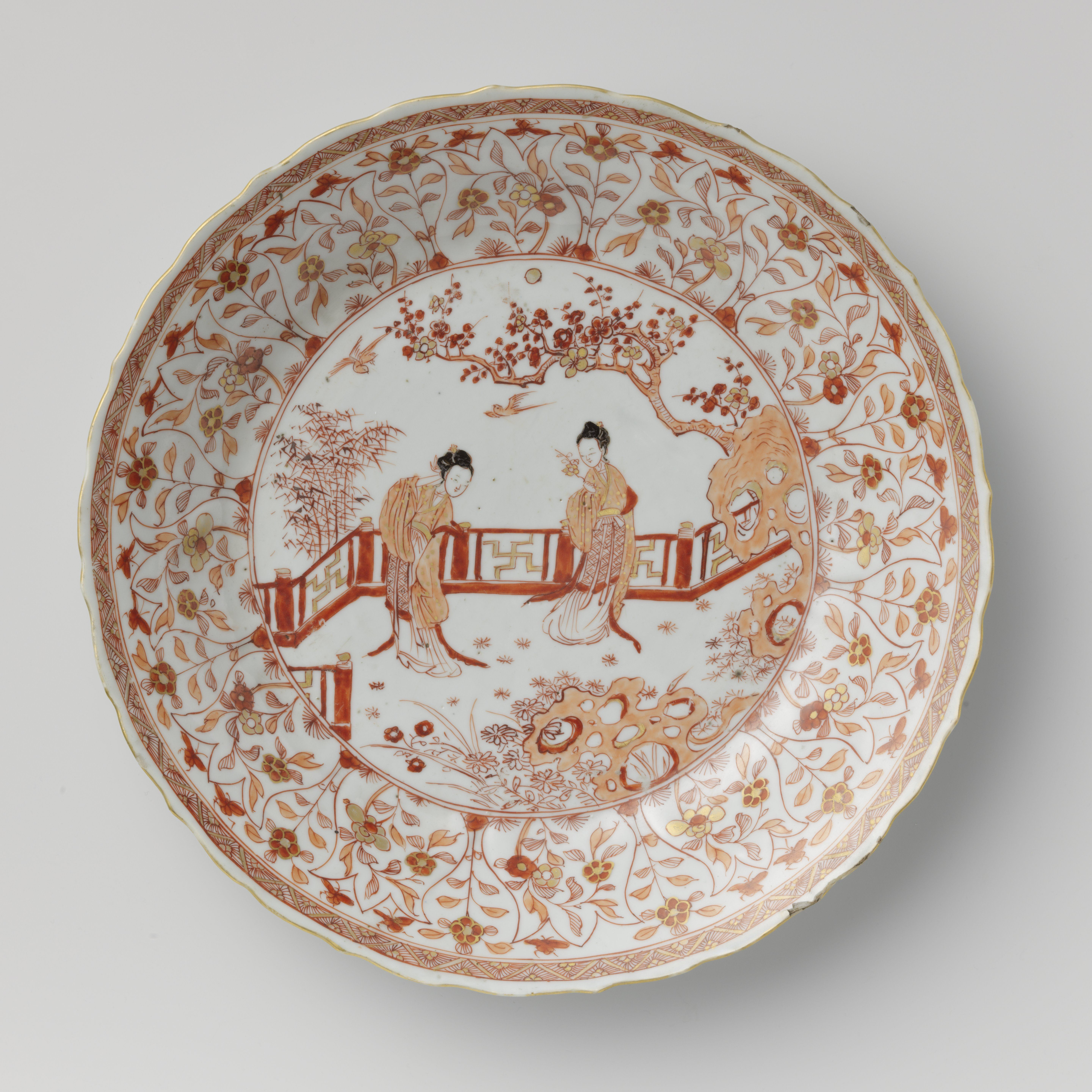
Schotel met twee dames onder een prunusboom in een omheinde tuin.

De decoraties zijn Chinees en gelukssymbolen of het zijn thema's die ontleend zijn aan Chinese boeken. Ook zijn wel Europese prenten als voorbeeld gebruikt. Soms is in Nederland een extra element ter decoratie toegevoegd. Naast rood werd ook wel goud gebruikt.

## Productieproces
De decoratie wordt na het bakken van het object op de transparante glazuur geschilderd. Het fixeren gebeurt bij een relatief lage temperatuur.

## Wetenswaardigheden
- Het Haagse echtpaar Henriëtte Roelofsz-Dunlop (1926-2014) en Noes Roelofz (1921-2012) verzamelde melk-en-bloedporselein. Deze verzameling maakt in 2023 deel uit van de collectie van het Haagse Kunstmuseum.[1]